# Jack Sikma
Jack Wayne Sikma (Kankakee, Illinois; 14 de noviembre de 1955) es un exjugador de baloncesto estadounidense que disputó 14 temporadas en la NBA. Con 2,11 metros de altura jugaba en la posición de pívot. Su carrera profesional transcurrió a lo largo de los años 1980, entre los equipos de Seattle y Milwaukee. 

## Carrera

### Universidad
Su carrera universitaria transcurrió en el pequeño college de Illinois Wesleyan University, donde terminó promediando, en el último de sus 4 años, unos extraordinarios 27 puntos y 15,4 rebotes, para un total en el cómputo de toda su trayectoria de 21,2 puntos y 13,1 rebotes.

### NBA
Fue elegido en el Draft de la NBA de 1977 por los Seattle Supersonics, en la octava posición de la primera ronda. Pronto se ganó el puesto de titular, y en su primer año fue elegido en el mejor quinteto de rookies tras promediar 10,7 puntos y 8,3 rebotes por partido. fue un jugador eminentemente defensivo, pero que también tenía una buena aportación en ataque. No en vano, en sus catorce temporadas como profesional promedió siempre más de 10 puntos por encuentro. Su mayor éxito llegó en su segundo año, cuando consiguió ganar el anillo de campeón de la NBA, con Lenny Wilkens en el banquillo, y con compañeros como Dennis Johnson, Gus Williams y Paul Silas.
En 1986, ya con 30 años, fue traspasado a los Milwaukee Bucks, donde sin embargo mantuvo un excelente nivel de juego, aportando puntos, rebotes, y un excepcional porcentaje de tiros libres, un excelente 84,9%, algo poco visto en jugadores de su estatura, llegando incluso a ser el mejor en esa faceta de toda la liga en la temporada 87-88, anotando 321 de 348 lanzamientos, un impresionante 92,2% de efectividad.
Se retiró al finalizar la temporada 90-91, con 35 años de edad. Sus estadísticas totales fueron de 15,8 puntos, 9,8 rebotes y 3,2 asistencias.

## Estadísticas de su carrera en la NBA
|  | Líder de la liga                                 |
|  | Denota temporada en la que fue Campeón de la NBA |

### Temporada regular
| Año      | Equipo    | PJ    | PT  | MPP  | %TC  | %3P  | %TL  | RPP  | APP | ROB | TPP | PPP  |
| -------- | --------- | ----- | --- | ---- | ---- | ---- | ---- | ---- | --- | --- | --- | ---- |
| 1977-78  | Seattle   | 82    | –   | 27.3 | .455 | –    | .777 | 8.3  | 1.6 | .8  | .5  | 10.7 |
| 1978-79  | Seattle   | 82    | –   | 36.1 | .460 | –    | .814 | 12.4 | 3.2 | 1.0 | .8  | 15.6 |
| 1979-80  | Seattle   | 82    | –   | 34.1 | .475 | .000 | .805 | 11.1 | 3.4 | .8  | .9  | 14.3 |
| 1980-81  | Seattle   | 82    | –   | 35.6 | .454 | .000 | .823 | 10.4 | 3.0 | 1.0 | 1.1 | 18.7 |
| 1981-82  | Seattle   | 82    | 82  | 37.2 | .479 | .154 | .855 | 12.7 | 3.4 | 1.2 | 1.3 | 19.6 |
| 1982-83  | Seattle   | 75    | 71  | 34.2 | .464 | .000 | .837 | 11.4 | 3.1 | 1.2 | .9  | 18.2 |
| 1983-84  | Seattle   | 82    | 82  | 36.5 | .499 | .000 | .856 | 11.1 | 4.0 | 1.2 | 1.1 | 19.1 |
| 1984-85  | Seattle   | 68    | 68  | 35.3 | .489 | .200 | .852 | 10.6 | 4.2 | 1.2 | 1.3 | 18.5 |
| 1985-86  | Seattle   | 80    | 78  | 34.9 | .462 | .000 | .864 | 9.4  | 3.8 | 1.2 | .9  | 17.1 |
| 1986-87  | Milwaukee | 82    | 82  | 30.9 | .463 | .000 | .847 | 10.0 | 2.5 | 1.1 | 1.1 | 12.7 |
| 1987-88  | Milwaukee | 82    | 82  | 35.6 | .486 | .214 | .922 | 8.6  | 3.4 | 1.1 | 1.0 | 16.5 |
| 1988-89  | Milwaukee | 80    | 80  | 32.3 | .431 | .380 | .905 | 7.8  | 3.6 | 1.1 | .8  | 13.4 |
| 1989-90  | Milwaukee | 71    | 70  | 31.7 | .416 | .342 | .885 | 6.9  | 3.2 | 1.1 | .7  | 13.9 |
| 1990-91  | Milwaukee | 77    | 44  | 25.2 | .427 | .341 | .843 | 5.7  | 1.9 | .8  | .8  | 10.4 |
| Total    | Total     | 1,107 | 739 | 33.4 | .464 | .328 | .849 | 9.8  | 3.2 | 1.0 | .9  | 15.6 |
| All-Star | All-Star  | 7     | 0   | 21.0 | .471 | .000 | .875 | 6.0  | 1.6 | 1.3 | 1.0 | 7    |

### Playoffs
| Año   | Equipo    | PJ  | PT | MPP  | %TC  | %3P  | %TL  | RPP  | APP | ROB | TPP | PPP  |
| ----- | --------- | --- | -- | ---- | ---- | ---- | ---- | ---- | --- | --- | --- | ---- |
| 1978  | Seattle   | 22  | –  | 31.9 | .466 | –    | .780 | 8.1  | 1.2 | .8  | .5  | 13.7 |
| 1979  | Seattle   | 17  | –  | 38.5 | .455 | –    | .787 | 11.7 | 2.5 | .9  | 1.4 | 14.8 |
| 1980  | Seattle   | 15  | –  | 35.6 | .399 | .000 | .852 | 8.4  | 3.7 | 1.1 | 0.3 | 11.7 |
| 1982  | Seattle   | 8   | –  | 39.4 | .445 | –    | .862 | 12.1 | 3.0 | 1.1 | 1.0 | 20.5 |
| 1983  | Seattle   | 2   | –  | 37.5 | .355 | .000 | .667 | 13.0 | 5.5 | 1.0 | 1.0 | 15.0 |
| 1984  | Seattle   | 5   | –  | 38.6 | .500 | .000 | .857 | 10.2 | 1.0 | .6  | 1.4 | 22.0 |
| 1987  | Milwaukee | 12  | 12 | 35.5 | .487 | .000 | .980 | 10.8 | 1.9 | 1.3 | .8  | 16.2 |
| 1988  | Milwaukee | 5   | 5  | 38.0 | .461 | .000 | .833 | 12.4 | 2.6 | .4  | .8  | 19.0 |
| 1989  | Milwaukee | 9   | 9  | 33.4 | .394 | .286 | .821 | 5.6  | 3.3 | .9  | .4  | 11.7 |
| 1990  | Milwaukee | 4   | 4  | 29.3 | .261 | .286 | .750 | 3.5  | 1.8 | .5  | 1.0 | 5.0  |
| 1991  | Milwaukee | 3   | 0  | 17.0 | .400 | .500 | .500 | 4.0  | 2.0 | 1.7 | .3  | 4.7  |
| Total | Total     | 102 | 30 | 34.9 | .445 | .244 | .830 | 9.3  | 2.4 | 1.0 | .8  | 14.3 |

## Logros y reconocimientos
- Campeón de la NBA en 1979.
- 7 veces All Star (1979–1985).
- Mejor lanzador de tiros libres en la temporada 1987-88.
- Máximo reboteador defensivo de la liga en 2 ocasiones.
- Elegido en el mejor quinteto de rookies en 1978.
- Elegido en el segundo mejor quinteto defensivo de la liga en 1982.
- Su camiseta con el número #43 fue retirada como homenaje por los Sonics.

## Vida personal
Es padre de Luke Sikma, un baloncestista profesional que ha jugado en diversos clubes de Europa.